# Сейсмология
Сейсмология (от др.-греч. σεισμός — землетрясение и λόγος — учение) — наука, изучающая распространение сейсмических волн в недрах Земли, сейсмические явления, причины, их вызывающие, связанные с ними явления и строение Земли. Сейсмические волны являются основным носителем информации в сейсмологии. Их регистрируют на сейсмических станциях. Сейсмические волны характеризуют не только очаг землетрясения, но и среду, через которую они распространяются.
Находится на стыке многих наук — геологии, геофизики, физики, химии, биологии, истории и других. В начале XX века возникла инженерная сейсмология — раздел сейсмологии, изучающий процессы воздействия землетрясений на инженерные сооружения и грунты в их основаниях.

## Научные направления в сейсмологии
Сейсмология ведёт исследования по следующим основным направлениям:
1. Изучение природы сейсмических явлений, иными словами, ищет ответ на вопрос: почему, как и где они происходят.
2. Применение знаний о сейсмических явлениях и для защиты от них путём прогноза возможных в том или ином месте сейсмических ударов в целях строительства стойких к их воздействию конструкций и сооружений и прочих объектов и технологических процессов
3. Изучение внутреннего строения Земли и упругих свойств слагающих её слоев.

## Практическое значение
Благодаря сейсмологии раскрыто строение Земли и установлены главные границы раздела в её недрах — кора, мантия и ядро. Выяснено, что помимо данных об очагах сейсмических явлениях, сейсмические волны несут информацию о среде, через которую они распространяются.
Сейсмология позволила понять природу сейсмических явлений, разработать новые технологии строительства стойких к подземным ударам сооружений и многое другое. Потребовалось более ста лет, чтобы связать природу землетрясений с возбуждаемыми ими сейсмическими волнами и около пятидесяти лет для получения общего представления о внутреннем устройстве Земли и характере распространения в её недрах сейсмических волн.

## История

### Начальный этап
Ещё в древности проводились простейшие сейсмологические наблюдения, которые сводились в основном к описанию последствий землетрясений.
Сверхъестественными причинами объясняли землетрясения издревле во многих цивилизациях. Например, древние японцы считали, что это качания сома, на котором по их представлениям покоились Японские острова. Раннее объяснение, которым затем пользовались много веков, дал Аристотель, предположивший, что в землетрясениях виновны ветры, ищущие выхода из пещер в недрах Земли, куда они предварительно проникли из атмосферы. Древнекитайский учёный Чжан Хэн в Сиане в 132 году н. э. изобрёл устройство для детектирования землетрясений.
В XVIII веке Джон Мичелл предположил, что землетрясения вызываются прохождением через земную кору упругих волн. Пытаясь объяснить землетрясения в терминах ньютоновской механики, он проанализировал показания очевидцев, и опубликовал в 1760 году книгу «Предположения о причинах возникновения землетрясений и наблюдения за этим феноменом». Митчелл совершенно верно заключил, что землетрясения это «волны, вызванные движением пород, находящихся в милях под поверхностью земли». По свидетельствам очевидцев Лиссабонского землетрясения 1755 года Митчел оценил скорость сейсмических волн в 1930 км/ч. Он также предположил, что местоположение центра землетрясения на поверхности земли (то, что сейчас называется эпицентром) можно определить путём сопоставления данных о времени прибытия колебаний в то или иное место. Этот метод стал основой современных способов определения эпицентра, хотя Митчелл использовал неверный приём для расчета эпицентра Лиссабонского землетрясения на основе свидетельств о направлении цунами.
Новый скачок в развитии сейсмологии произошел в середине XIX века благодаря Роберту Маллету. Он в течение двух десятилетий собирал данные об исторических землетрясениях и проводил натурные эксперименты. Маллет составил каталог мировой сейсмичности, состоящий из 6831 землетрясения. По каждому из них приводились дата, местоположение, число толчков, возможное направление, продолжительности колебаний и их последствиях. Маллет для документирования разрушений использовал новую для своего времени технику фотографии. Спонсируемый Королевским обществом, он предпринял экспедицию в Италию, по результатам которой в 1862 году издал двухтомник «Великое неаполитанское землетрясение 1857 года: основные принципы сейсмологических наблюдений». В этом сочинении, разбив пострадавший от землетрясения район на 4 зоны по характеру воздействия, Маллет тем самым ввёл первую шкалу интенсивности землетрясений.

### Научная сейсмология
Череда разрушительных землетрясений конца XIX и начала XX веков способствовала тому, что в странах Европы, России, США и Японии приступили к систематическим наблюдениям за землетрясениями. Были составлены первые каталоги инструментально зарегистрированных землетрясений, построены карты распределения их очагов. Это позволило установить связь между землетрясениями и трансформацией вещества на поверхности и внутри Земли. Стали понятны причины разрушения зданий, и появилась возможность не интуитивно, а на научной основе возводить инженерные сооружения в сейсмоопасных зонах. Основы теории сейсмических волн были заложены трудами О. Коши, С. Пуассона, Дж. Рэлея, Г. Кирхгофа и др. В конце XIX века были сконструированы сейсмографы (первый удобный в обращении сейсмограф создал британский геолог Джон Милн, работавший в Японии в 1875–1895 годах). С этого времени сейсмология сформировалась как точная наука. Благодаря сейсмограммам появилась возможность устанавливать местоположение очагов землетрясений, строить годографы сейсмических волн, которые определяют зависимость времени прихода волны на станцию от её расстояния до эпицентра землетрясения. На основе этих данных делались выводы о строении Земли.
К 1900 году в мире уже действовала сеть из 40 сейсмологических станций.
В 1899 году немецкий геофизик, сейсмолог Эмиль Вихерт предположил, что фиксируемые на сейсмограмме продольные P и поперечные S сейсмические волны имеют глубинное происхождение. Иными словами связаны с источниками в недрах Земли. Прошло ещё несколько лет, и эта точка зрения получила всеобщее признание. Стала понятна общая картина возбуждения и распространения сейсмических волн в недрах планеты. В 1906 году Вихерт истолковал промежуточные группы волн на сейсмограмме как отраженные от земной поверхности, а англичанин Диксон Олдхэм (Олгрем) по характеру распространения S-волн предположил существование у планеты внутреннего ядра. Позже оно было подразделено на внешнее «жидкое» и внутреннее «твердое» ядро. В том же 1906 году Г. Ф. Рид, изучая сдвиг по разлому Сан-Андреас после землетрясения 1906 года в Сан-Франциско, выдвинул для объяснения причин землетрясения гипотезу упругой отдачи, ставшую теорией, в которой и 70 лет спустя мало кто сомневался.
В 1907 году немецкий геофизик и сейсмолог Карл Цепприц доказал, что изучение амплитуд сейсмических волн позволяет судить о внутреннем строении Земли.
В 1909 году хорватский геофизик и сейсмолог Андрей Мохоровичич обнаружил границу между земной корой и лежащей под ней мантией.
В 1913 году прогресс в области геологических исследований и инструментальные сейсмические данные позволили американскому сейсмологу Бено Гуттенбергу сформулировать общее представление о внутреннем строении Земли.
В 1935 американский сейсмолог Ч. Рихтер предложил шкалу магнитуд землетрясений. В 1936 году датский сейсмолог И. Леман обнаружила наличие в Земле твёрдого внутреннего ядра. В начале 1940-х годов британец Г. Джеффрис и австралиец К. Буллен построили годографы сейсмических волн. На их основе были созданы первые модели строения Земли.
В 1969 году начали изучать сейсмологию Луны — см. Лунотрясение.
В 1976 году сейсмометр был доставлен на поверхность Марса АМС «Викинг-2». Были получены сейсмограммы восьми событий, семь из которых были вызваны порывами ветра, а одно — от 6 ноября 1976 года — вероятно, представляло собой марсотрясение магнитудой 2,8 по шкале Рихтера. Дальнейшее изучение сейсмологии Марса планируется с помощью миссии InSight.

### Сейсмология в России
Своим становлением в Российской империи сейсмология во многом обязана энтузиасту и популяризатору этой науки Александру Петровичу Орлову. Согласно статье профессора Б. К. Поленова опубликованной в «ЭСБЕ», А. П. Орлов «долго был в России единственным специалистом в этой области геологии». Орлов неустанно добивался создания постоянных сейсмологических станций, для наблюдения за сейсмоактивностью в России и эту идею он пропагандировал в течение всей жизни. В значительной степени его стараниями в 1880-х годах, при Императорском Русском географическом обществе была создана сейсмическая комиссия. Это событие можно по праву считать днём рождения российской сейсмологии.
Сведения о землетрясениях происходивших на территории России содержатся в исторических документах XVII—XVIII веков. Огромная территория и разнообразие географических зон стимулировали интерес ученых к природным явлениям и геологии страны. Ещё Ломоносов понимал, что землетрясение это не только катастрофа, но и источник знаний. Работами учёных А. П. Орлова, И. В. Мушкетова и многих других заложены основы отечественной сейсмологии. В 1893 году Мушкетов закончил и издал посмертный труд Орлова «Каталог землетрясений Российской Империи». В 1887 и 1911 годах произошли разрушительные землетрясения в г. Верном (ныне Алматы в Казахстане). В 1895 году произошло сильнейшее землетрясение в г. Красноводске (ныне Туркменбаши в Туркменистане). В 1902 году разрушительные землетрясения произошли в г. Андижане (Узбекистан) и Шемахе (Азербайджан). Последствия подземных ударов выдвинули в ряд первостепенных задачу изучения их природы и мест, где они происходят. Их постановка связана с именем академика Б. Б. Голицына. Он разработал передовую для начала XX века систему гальванометрической регистрации сейсмических колебаний. Заложил методологические основы отечественной и мировой сейсмометрии. Благодаря научным трудам Голицына русская сейсмология в начале XX века заняла ведущее место в мировой науке, а его сейсмометры стали прообразом современной аппаратуры для изучения землетрясений и разведки полезных ископаемых сейсмическим методом.
В 1900 году при Российской академии наук учреждается Постоянная сейсмическая комиссия (ПЦСК), в которую вошёл Б. Б. Голицын, а председателем стал директор Пулковской обсерватории академик О. А. Баклунд.
В 1904 году Сейсмическая комиссия России вошла в состав Международной сейсмологической ассоциации. Представителем России в постоянной Комиссии международной сейсмологической ассоциации стал профессор Юрьевского университета Г. В. Левицкий.
В 1905 году на заседании ПЦСК по предложению подкомиссии, которую возглавлял Б. Б. Голицын, намечено устройство новых постоянных сейсмических станций второго разряда, в том числе и сейсмостанции в Екатеринбурге, которую было намечено создать при магнитно-метеорологической обсерватории. Открыта сейсмостанция в Дербенте.
В 1906 году академик Б. Б. Голицын создал первый сейсмограф преобразующий механические колебания в электрические.
В 1917 году из-за всеобщей разрухи и отсутствия фотоматериалов сейсмостанции в России практически прекратили свою работу.
В 1946 году в результате слияния СИАН и ИТГ АН СССР образован Геофизический институт (ГЕОФИАН).
Новый этап сейсмических исследований связан с катастрофическими последствиями землетрясения в Ашхабаде (ныне столица Туркменистана) в 1948 году. В стране начались работы по поиску предвестников землетрясений и изучению механизма их возникновения. В 1965 году была создана Единая система сейсмических наблюдений СССР (ЕССН). К 1990-му году в ЕССН вошли более 450 сейсмических станций, принадлежащих около 30 сейсмологическим учреждениям СССР. Начали выпускаться ежегодные каталоги землетрясений. Разработаны новые инструменты для наблюдений и созданы прогностические полигоны в Гарме (Таджикистан) и Ашхабаде.
Особый вклад в сейсмические исследования того времени внесли:
- Бутовская, Евдокия Михайловна[17]
- Введенская, Надежда Александровна[18]
- Гамбурцев, Григорий Александрович
- Горшков, Георгий Петрович
- Кирнос, Дмитрий Петрович
- Кондорская, Надежда Владимировна
- Медведев, Сергей Васильевич
- Резанов И. А.
- Ризниченко, Юрий Владимирович
- Рустанович Дмитрий Николаевич
- Саваренский, Фёдор Петрович
- Соловьёв Сергей Леонидович
- Уломов, Валентин Иванович
- Шебалин Николай Виссарионович
- Шумилина
- и другие

В 1958 году в СССР создана Служба предупреждения о цунами. Её задачами стало доведение до населения и организаций областей, расположенных в цунамиопасных районах предупреждений о возможности возникновения цунами, оповещений об их отмене, а также изучение явления цунами.
В 1962 году Советом по сейсмологии АН СССР издан первый «Атлас землетрясений в СССР».
В 1964 году разработана 12-ти балльная шкала MSK-64, для оценки силы проявления сейсмических колебаний на земной поверхности.
Пионерские работы по прогнозу землетрясений в СССР в 1960-х и 1970-х гг. выявили зависимость между появлением землетрясений и колебаниями скоростей сейсмических волн для района Гарма в Таджикской ССР. В результате было, в частности, успешно предсказано землетрясение магнитудой 7,0, произошедшее 1 ноября 1978 года в этом районе.
В 1997 году в Институте физики Земли Российской Академии наук под руководством Валентина Ивановича Уломова подготовлен комплект карт общего сейсмического районирования Северной Евразии.
Сейсмический мониторинг территории России и сопредельных регионов осуществляет Геофизическая служба Российской академии наук (ГС РАН). Она создана в 1994 году и включает около трехсот сейсмических станций. В её задачи входит регистрация землетрясений и изучение их природы. Станциями ГС РАН регистрируются происходящие на планете и территории России землетрясения, составляются их каталоги, необходимые для осуществления мер по снижению последствий возможных сильных землетрясений. Результаты мониторинга сейсмической активности отображаются на веб-сайте Службы срочных донесений ГС.

## Задачи
При помощи сейсмологии изучается внутреннее строение Земли . Поэтому очень важно знать, как отклонения от однородности влияют на распространение сейсмических волн. По существу все прямые данные о внутреннем строении Земли, имеющиеся в нашем распоряжении, получены из наблюдений за распространением упругих волн, возбуждаемых при землетрясениях.
Землетрясения можно рассматривать как специфические колебательные движения земной коры, характеризующиеся небольшой длительностью периодов (от десятков минут для собственных колебаний Земли до долей секунд). Под сейсмичностью подразумевается географическое распределение землетрясений, их связь со строением земной поверхности и распределение по магнитудам (или энергиям).
Существует также шахтная сейсмология, которая занимается мониториногом сейсмичности в районе разрабатываемого рудного тела, и прогнозированием и предупреждением горных ударов для обеспечения безопасности горных работ.